# Eviota herrei
Eviota herrei es una especie de peces de la familia de los Gobiidae en el orden de los Perciformes.

## Morfología
Los machos pueden llegar a alcanzar los 1,4 cm de longitud total.

## Distribución geográfica
Se encuentra desde  Java hasta Samoa, Tonga y República de Palau  (Micronesia ).

## Observaciones
Es inofensivo para los humanos.